# Независимое национальное радио
Независимое национальное радио (англ. Independent National Radio) — официальное название трёх общенациональных коммерческих радиостанций, транслируемых в Великобритании в формате аналогового радио. Двум вещающим на средних волнах радиостанциям были выделены частоты, которые ранее использовались BBC Radio 3 (для использования INR2) и BBC Radio 1 (для использования INR3).

## История
Станции появились после принятия закона о радиовещании 1990 года, разрешившего запуск независимых национальных радиостанций (INR) в Великобритании. Администрация радиовещания (англ. Radio Authority) была уполномочена выдать только три лицензии. Лицензия на FM-вещание (INR1) предоставлялось для «непопулярной» станции, ещё одна (INR3) — уходила для разговорного радио, последняя лицензия (INR2) была открыта для 'всех желающих'. Лицензии должны были быть предоставлены лицу, предложившему наивысшую цену, при условии, что заявитель соответствовал критериям, установленным в Законе о вещании.
В 1996 году существовали планы по запуску четвёртой радиостанции на длинноволновой частоте 225 кГц, но администрация радиовещания после консультаций с представителями отрасли констатировала отсутствие интереса из-за высоких затрат по обеспечению сигнала по всей стране с учётом частичного покрытия. Первоначально частота была выделена BBC, но никогда не использовалась. .

## Радиостанции
- Classic FM — частоты с 99.9 до 101.9 МГц. Первый выход в эфир состоялся 7 сентября 1992 года, принадлежит Global.
- Absolute Radio — частота 1215 кГц, в большей части мест вещает на средних волнах. Первый выход в эфир состоялся 30 апреля 1993 года в качестве Virgin 1215, принадлежит Bauer Radio.
- Talksport — частота 1053 и 1089 кГц в большей части мест. Первый выход в эфир состоялся 14 февраля 1995 года в качестве Talk Radio UK, принадлежит Wireless Group.

Все вышеуказанные радиостанции также доступны общенационально через цифровое радио и первый цифровой мультиплекс, а также через цифровое ТВ и интернет.